# The Premature Burial

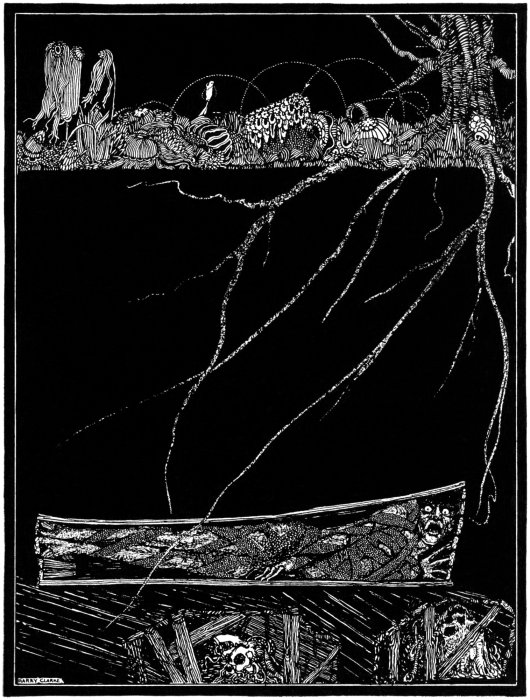
Illustration der Erzählung

The Premature Burial (Das vorzeitige Begräbnis, auch Lebendig begraben sowie Die Scheintoten) ist der Titel einer Kurzgeschichte von Edgar Allan Poe, die am 31. Juli 1844 in The Philadelphia Dollar Newspaper veröffentlicht wurde und die Elemente des Horrors und schwarzen Humors enthält.
An der Entwicklung des namenlosen Ich-Erzählers beleuchtete Poe die in viktorianischer Zeit verbreitete Angst, lebendig begraben zu werden und griff ein Motiv auf, das er auch in Erzählungen wie Der Untergang des Hauses Usher, Berenice und Das Fass Amontillado verarbeitete und das ihn wegen eigener Ängste lange beschäftigte.

## Inhalt
Der Handlung gehen essayistische Bemerkungen voran, mit denen der Erzähler seine eigene Geschichte einleitet und bekräftigt. Grauenvolle Themen ließen sich nur da literarisch darstellen, „wo Ernst und Majestät der Wahrheit sie heiligen“. Er zählt eine Reihe von Katastrophen wie das Erdbeben zu Lissabon und die Große Pest von London auf, um schließlich zu konstatieren, dass das „furchtbarste Unheil […] den Einzelnen, nicht die Gemeinschaft“ treffe.
Der größte Schrecken sei es, lebendig begraben zu werden. Der Druck auf den Lungen, der Geruch feuchter Erde, die Enge der Behausung, die Schwärze und Stille der Umgebung, „die unsichtbare, doch so greifbare Gegenwart des Eroberers Wurm“, – nichts sei grauenvoller.
Wegen der schattenhaft-vagen Grenzen zwischen Leben und Tod komme es bei Scheintoten häufig zu diesen persönlichen Katastrophen.
Um dies zu belegen, verweist der Erzähler auf authentische Fälle vorzeitiger Begräbnisse, von denen er leichter Hand „ein rundes Hundert“ heraussuchen könnte.
So durchlitt die Frau eines angesehenen Advokaten die „schrecklichste Seelenqual“, als man sie nach jährlich wiederkehrenden Krankheitsepisoden eines Tages für tot hielt. Mit ihren marmorblassen Lippen, dem erkalteten Leib und verstummten Pulsschlag schienen keine Zweifel mehr zu bestehen, und als nach drei Tagen scheinbar fortschreitender Totenstarre die Verwesung einzusetzen schien, setzte man sie eilig in der Familiengruft bei. Als der Gatte drei Jahre später das Gewölbe öffnete, fiel ihm ein weißgekleidetes Gerippe entgegen. Wie eine Untersuchung ergab, war die Frau zwei Tage nach der Beisetzung erwacht, hatte sich aus dem zu Boden gestürzten und dort zerbrochenen Sarg befreit und mit einem Bruchstück des Behältnisses gegen das Eisenportal geschlagen. Dabei schwanden ihr vermutlich die Sinne oder sie starb aus schierer Verzweiflung, und während sie hinsank, verfing sich ihr Leichengewand in der Tür und hielt sie so lange fest, bis der Witwer sie aus der grotesken Position erlöste.
Ein medizinisches Journal berichtete von einem Offizier, der sich beim Sturz vom Pferd schwer am Kopf verletzt hatte, nach einigen Tagen für tot gehalten und wegen des schwülen Wetters rasch beigesetzt wurde. Am folgenden Sonntag spürte ein Besucher, wie sich die Erde unterhalb des Grabes seltsam bewegte, als würde dort jemand ums Überleben kämpfen. Als man nach einigem Zögern einen Teil der Erde weggeschaufelt hatte, kam der Kopf des vorzeitig Begrabenen zum Vorschein. Der Verzweifelte hatte den Deckel des Sarges aufgestoßen, in dem er nun aufrecht dasaß und langsam wieder zu sich kam. Man erfuhr, dass er eine Stunde nach seiner bewusst erlebten Beerdigung in Ohnmacht gefallen und von den Schritten auf den Friedhofswegen geweckt worden war.

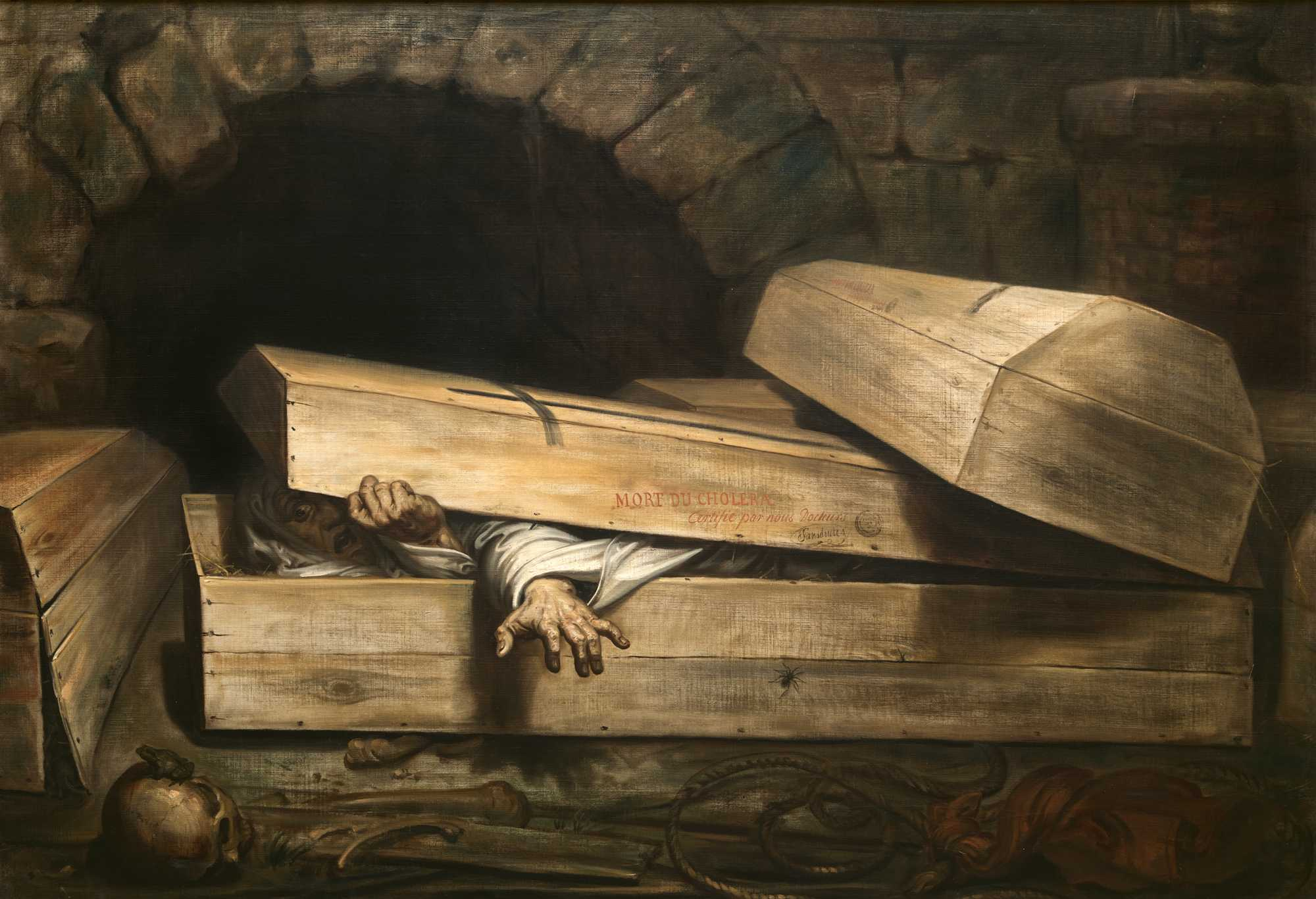
Der lebendig Begrabene.
(L’inhumation précipitée)
Antoine Joseph Wiertz, 1854

Der Erzähler selbst leidet seit vielen Jahren an Katalepsie und verfällt sowohl schleichend als auch aus heiterem Himmel in den „Zustand halber Bewußtlosigkeit“, aus dem er bisweilen durch einen Schleier wahrnehmen kann, wie die Familienangehörigen sein Bett umstehen. Manchmal sind es jähe Attacken, nach denen er in wochenlanger Schwärze daliegt und nur langsam erwacht. Physisch gesund, leidet er zunehmend unter seelischen Qualen und einer morbiden Einbildungskraft, gibt sich „Todesträumereien“ hin und spürt, dass auch ihn das beschriebene Unglück treffen werde. Legt er sich schlafen, graut ihm davor, sich beim Erwachen in einem Sarg wiederzufinden. Aus seinen vielen Albträumen hält er eine Grabesvision vom Los der Menschheit fest, die ihm zeigte, dass nur wenige der Begrabenen friedlich in der Erde ruhen. Die meisten befinden sich in einer anderen Stellung als der ursprünglichen, und aus den Gräbern sind Wehlaute zu vernehmen.
Tagsüber von der Angst gepeinigt, fern von zu Hause einen Anfall zu erleiden, reitet er nicht mehr aus, könnte er doch von Menschen bestattet werden, die sein Leiden nicht kennen. Er lässt die Familiengruft umbauen, so dass sie einfach zu öffnen ist und über eine Luftzufuhr und Nahrungsvorräte verfügt. Sein bequem gepolsterter Sarg lässt sich leicht von innen öffnen und ist über ein Seil mit einer Glocke auf dem Dach des Gruftgebäudes verbunden.
Alles aber scheint vergebens. Eines Tages erwacht er auf einer harten Unterlage und glaubt, einen Anfall gehabt zu haben. Das Entsetzen packt ihn, minutenlang bleibt er wie erstarrt. Als er endlich die Augen öffnet, bleibt es dunkel wie in „schwarze(r), strahlenlose(r) Nacht, die da auf immer währet.“
Er kann nicht schreien, spürt den Druck auf seinen Lungen und bemerkt, dass sein Kinn wie bei Verstorbenen hochgebunden ist. Nach langem Zögern wirft er seine Arme nach oben, die gekreuzt über ihm lagen und stößt auf einen festen Holzboden nur etwas oberhalb seines Gesichts. Als er das Seil an seinem Handgelenk nicht findet, um die Glocke zu läuten und den Geruch feuchter Erde wahrnimmt, scheint sein Schicksal besiegelt, dass er fernab der Familiengruft in einem einfachen Sarg verscharrt wurde.
Erneut versucht er zu schreien und stößt nun einen gellenden Schrei aus. Da hört er vier unterschiedliche, verärgerte Stimmen, wird unsanft gepackt und durchgeschüttelt. Wie sich herausstellt, hatte er sich mit einem Freund bei einem Jagdausflug den James River hinabbegeben und bei einem herannahenden Sturm ausgerechnet in der Kajüte einer Schaluppe Schutz gesucht, die mit frischer Gartenerde beladen war. In der engen, an einen Sarg erinnernden Koje hatte er sich ein Tuch um den Kopf gebunden, um die Nachtmütze zu ersetzen.
Das schockierende Missverständnis hat eine kathartische Wirkung – es stärkt seine Seelenkraft, er kann wieder reisen und verliert mit der „Grabesfurcht“ auch die „Katalepsie, die vielleicht weniger ihre Ursache denn vielmehr ihre Folge gewesen war.“

## Hintergrund

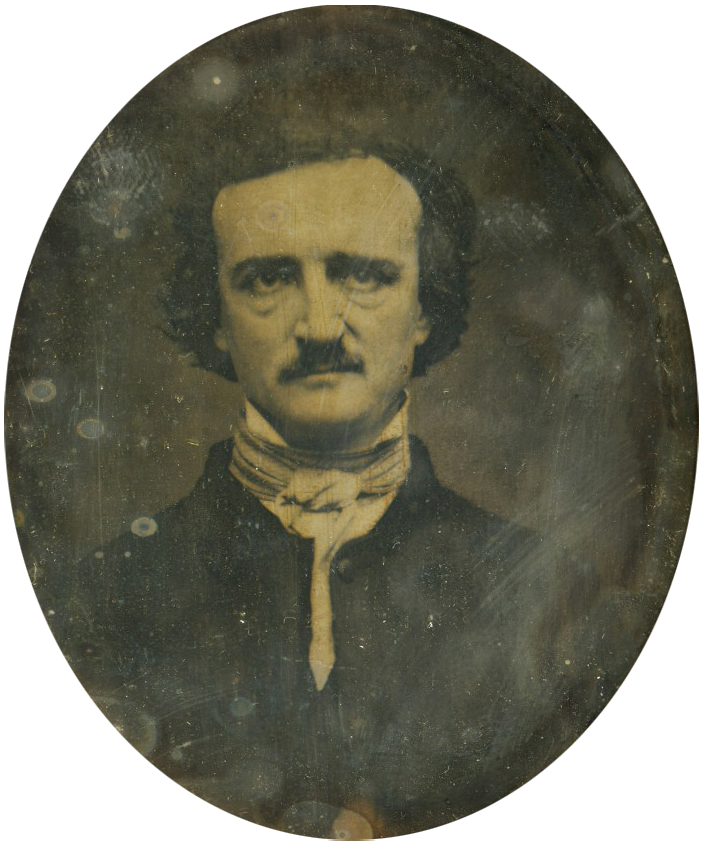
Edgar Allan Poe, 1848

In The Premature Burial sind Bezüge und Übernahmen aus eigenen Werken zu erkennen. Die Wendung vom „Eroberer Wurm“ findet sich in seiner Lieblingserzählung Ligeia und in dem Gedicht The Conqueror Worm.
Die lange Passage über das Grauen der Finsternis, Einsamkeit und den Geruch feuchter Erde wiederum stammt aus seinem einzigen Roman Der Bericht des Arthur Gordon Pym und wurde von dort fast wortwörtlich übernommen.
Mit dem essayistisch bis sachlichen Tonfall und den eingestreuten Hinweisen auf dokumentierte Fälle und Arztberichte zu Beginn der Kurzgeschichte rückte Poe das Grauen in spürbare Nähe. Er suggerierte, dass die Gefahr real und die Angst durchaus begründet wäre, so dass manch leichtgläubiger Leser besorgt war, von einem derartigen Schicksal getroffen zu werden.
Gab es zur Zeit Poes tatsächlich Fälle „vorzeitiger Begräbnisse“, so doch nicht in dem von ihm scheindokumentarisch angedeuteten Ausmaß. Einige Ereignisse, die Georg Alfred Walker in „Gatherings from Grave Yards“ aufführte, waren vermutlich auf unzureichende ärztliche Untersuchungen zurückzuführen.
Um vorzeitige Begräbnisse zu verhindern und die Unglücklichen vor einem grausamen Tod zu bewahren, baute man Särge mit Luftzufuhr, die man mit Klingeln versah, worüber Nathaniel Parker Willis, den Poe in seiner frühen Satire The Duc de L’Omelette aufs Korn genommen hatte, am 18. November 1843 in der Zeitung The New Mirror berichtete.
1829 wurde in Frankfurt am Main angeordnet, dass in Leichenhallen medizinisch ausgebildetes Personal anwesend sein musste, das Scheintote wiederbeleben konnte.
Grüfte wurden mit Vorratsspeichern ausgestattet, auf Friedhöfen standen Glockentürmchen, deren Stricke mit den in der Tiefe liegenden Särgen verbunden waren.
An der damals verbreiteten Furcht, einer vorzeitigen Beisetzung zum Opfer zu fallen, litten auch Wilkie Collins und Hans Christian Andersen. Sie gaben ihren Familienangehörigen dezidierte Anweisungen für den Fall eines möglichen Todes, um ihnen dieses Schicksal zu ersparen.
Die von Poe in zahlreichen Erzählungen umschriebene Urangst plagte ihn selbst. Seit seiner Kindheit litt er unter klaustrophobischen Vorstellungen, die er, anders als der Ich-Erzähler dieser Geschichte, nicht überwinden konnte.

## Deutsche Übersetzungen (Auswahl)
- 1896: unbekannter Übersetzer: Wie man allzufrüh begraben werden kann. Hendel, Halle/S.
- 1901: Hedda Moeller und Hedwig Lachmann: Die Scheintoten. J.C.C. Bruns, Minden.
- 1922 von Gisela Etzel: Lebendig begraben. In: Theodor Etzel (Hrsg.): Edgar Allan Poes Werke, Band 5: Phantastische Fahrten. Propyläen-Verlag, Berlin 1922.
- 1922: Hans Kauders: Vorzeitiges Begräbnis. Rösl & Cie., München.
- 1927: Julius Emil Gaul: Der Lebendigbegrabene. Rhein-Elbe-Verlag, Hamburg.
- ca. 1930: Fanny Fitting: Die Scheintoten. Fikentscher, Leipzig.
- 1948: Ruth Haemmerling und Konrad Haemmerling: Lebendig begraben. Schlösser Verlag, Braunschweig.
- 1955:  Arthur Seiffart: Lebendig begraben. Tauchnitz, Stuttgart.
- 1966 von Hans Wollschläger: Das vorzeitige Begräbnis. In: Kuno Schuhmann, Hans Dieter Müller (Hrsg.): Edgar Allan Poe. Das gesamte Werk in zehn Bänden, Band 3: Phantastische Fahrten 1. Walter-Verlag, Olten, Freiburg im Breisgau 1976.